# Lepadella myersi
Lepadella myersi is een raderdiertjessoort uit de familie Lepadellidae. De wetenschappelijke naam van deze soort is voor het eerst geldig gepubliceerd in 1934 door Edmondson.